# Enneanectes boehlkei
Enneanectes boehlkei är en fiskart som beskrevs av Rosenblatt, 1960. Enneanectes boehlkei ingår i släktet Enneanectes och familjen Tripterygiidae. Inga underarter finns listade i Catalogue of Life.